# Književnost u 1800.
◄◄ | ◄ | 1797. | 1798. | 1799. | 1800.  | 1801. | 1802. | 1803. | ► | ►►
Arhitektura • Astronomija • Biologija • Glazba • Kazalište • Kemija • Kiparstvo • Knjige • Književnost • Kršćanstvo • Medicina • Politika • Pravo • Promet • Slikarstvo • Šport • Znanost
Književnost u 1800.

## Svijet

### Rođenja
- 3. prosinca – France Prešeren, slovenski pjesnik († 1849.)

## Vanjske poveznice
|  | Zajednički poslužitelj ima još gradiva o temi Književnost u 1800. |